# Erik Adlerz
Erik Willem Adlerz (23. července 1892 Stockholm – 8. září 1975 Göteborg) byl švédský skokan do vody. Stal se dvojnásobným olympijským vítězem a členem Mezinárodní plavecké síně slávy. Byl známý pod přezdívkou „Loppan“.
Byl odchovancem klubu Stockholms KK, získal 22 titulů mistra Švédska. Na olympiádě debutoval v necelých šestnácti letech v roce 1908, kdy se mu v soutěži ve skoku z desetimetrové věže nepodařilo postoupit do finále. Na domácích hrách v roce 1912 ve Stockholmu získal jako první skokan v historii dvě zlaté medaile na jedné olympiádě, když vyhrál ve skoku z věže i ve „skocích prostých“ (tato disciplína, která byla na olympijském programu jen do roku 1924, se skládala z pěti různých skoků: dva z pětimetrové a tři z desetimetrové výšky, tři s rozběhem a dva bez rozběhu). Na LOH 1920 skončil druhý ve skoku z věže a čtvrtý ve skoku prostém, na LOH 1924 byl čtvrtý ve skoku z věže a ve skoku prostém nepostoupil do finále.
V roce 1925 se stal profesionálním sportovcem. V letech 1932 až 1957 byl trenérem švédské plavecké reprezentace.
Jeho mladší sestra Märta Adlerzová reprezentovala Švédsko v plavání na olympiádě v roce 1912.